# نویستیف ایم مولکرایس
نویستیف ایم مولکرایس (به آلمانی: Neustift im Mühlkreis) یک منطقهٔ مسکونی در اتریش است که در ناحیه رورباخ واقع شده‌است. نویستیف ایم مولکرایس ۲۰ کیلومتر مربع مساحت دارد ۵۹۱ متر بالاتر از سطح دریا واقع شده‌است.